# Tour Vive
Tour Vive fue la novena gira musical de Malú, para promocionar su álbum Vive. Comenzó en junio de 2009 en Navatejera, y finalizó en septiembre de 2010 en Barcelona. La gira contó con un total de 31 conciertos en España.

## Repertorio
1. Días de Sol
2. Que más te da
3. Diles
4. Enamorada
5. Nadie
6. Me quedó grande tu amor
7. El fallo de tu piel
8. Que esperabas
9. Aulili
10. Inútilmente
11. Dicen por ahí
12. A esto le llamas amor
13. Te conozco desde siempre
14. Aprendiz
15. No voy a cambiar
16. No me extraña nada
17. Toda
18. Como una flor

## Fechas
| Europa                   |                       |        |                                       |
| 20 de junio de 2009      | Navatejera            | España | Recinto de fiestas                    |
| 29 de junio de 2009      | Zamora                | España | Plaza Mayor de Zamora                 |
| 4 de julio de 2009       | Játiva                | España | Gran Teatre de Xátiva                 |
| 12 de julio de 2009      | Denia                 | España | Explanada del Puerto                  |
| 16 de julio de 2009      | Madrid                | España | Palacio de los Deportes               |
| 22 de julio de 2009      | Santander             | España | Campa de la Magdalena                 |
| 15 de agosto de 2009     | Villanueva            | España | Campo de fútbol                       |
| 17 de agosto de 2009     | Málaga                | España | Auditorio municipal Cortijo de Torres |
| 22 de agosto de 2009     | Santa Pola            | España | Auditorium El Palmeral                |
| 26 de agosto de 2009     | Toro                  | España | Plaza de Toros                        |
| 29 de agosto de 2009     | Fuente Álamo          | España | Campo de fútbol                       |
| 5 de septiembre de 2009  | Villaseca de la Sagra | España | Plaza de Ayuntamiento                 |
| 11 de septiembre de 2009 | Tarancón              | España | Campo de fútbol                       |
| 12 de septiembre de 2009 | Ciempozuelos          | España | Plaza de la Constitución              |
| 18 de septiembre de 2009 | Torrelodones          | España | Casino Gran Madrid                    |
| 4 de octubre de 2009     | Cartaya               | España | Plaza de Toros                        |
| 9 de octubre de 2009     | Barcelona             | España | Sant Jordi Club                       |
| 23 de enero de 2010      | Ávila                 | España | Centro de Exposiciones y Congresos    |
| 11 de febrero de 2010    | Sta. Cruz de Tenerife | España | Auditorio Adán Martín                 |
| 12 de febrero de 2010    | Almería               | España | Auditorio municipal Maestro Padilla   |
| 19 de febrero de 2010    | Cádiz                 | España | Plaza San Antonio                     |
| 6 de marzo de 2010       | Sant Cugat            | España | Teatre Auditori                       |
| 12 de marzo de 2010      | Castellón             | España | Recinto de Conciertos de Castellon    |
| 17 de julio de 2010      | Alicante              | España | Centro Comercial                      |
| 6 de agosto de 2010      | Arjonilla             | España | Caseta municipal                      |
| 7 de agosto de 2010      | Valverde              | España | Aparcanmiento de Piscina              |
| 12 de agosto de 2010     | Pinto                 | España | Audiotiro                             |
| 13 de agosto de 2010     | Beniel                | España | Colegio Río Segura                    |
| 15 de agosto de 2010     | Palos de la Frontera  | España | Plaza de Toros                        |
| 21 de agosto de 2010     | Membrilla             | España | Plaza de Toros                        |
| 11 de septiembre de 2010 | Valladolid            | España | Plaza Mayor de Valladolid             |
| 18 de septiembre de 2010 | Peñíscola             | España | Parador de fiestas de Peñíscola       |

- Datos: Q24938739